# Damiano Schet
Damiano Schet (8 aprile 1990) è un ex calciatore olandese, di ruolo attaccante.

## Carriera
Dopo aver giocato per tre stagioni consecutive nelle serie minori olandesi ha esordito in Eredivisie nella stagione 2013-2014 con l’RKC Waalwijk.